# صناعة
الصناعة مصطلح يكاد يرادف القطاع الاقتصادي في الاصطلاح الحديث، ويشير أصلا إلى الصناعات الاستخراجية والصناعات التحويلية، ولكنه اليوم يشمل أيضا تقديم أي خدمة أو منتج مقابل ربح، مثل الصناعة المصرفية.
في الأصل، مصطلح الصناعة يرادف القطاع الاقتصادي الثانوي الذي يعنى بالنشاطات الاقتصادية المعقدة كتحويل المواد الخام إلى منتجات وخدمات ذات فائدة. والصناعة هي إجمالي المشاريع المنتجة تقنيا ً في أي حقل من الحقول، وغالبا ً ما يلحق اسم هذا الحقل بمصطلح الصناعة (صناعات تحويلية، صناعة محركات، صناعات نسيجية، صناعات غذائية).
بدأت الصناعة شكلها الحالي خلال عقود 1800م تبعاً للتقدم التقني الذي بدأ في ذلك العصر واستمر التطور إلى العصر الحالي.

## التقدم الصناعي
يرتبط التقدم الصناعي ارتباطا ً وثيقا ً في دورة الأعمال ويسبق تأثره في دورة الأعمال تأثر قطاع الخدمات وبذلك تكون البيانات الصناعية في بعض الأحيان قيمة تسبق مؤشرات الخدمات تعطي إشارة عن حقيقة مكان الاقتصاد من دورة الأعمال ومنه يمكن التنبؤ بتغيرات الناتج المحلي الإجمالي اتجاها ً وليس قيمة.

## عوامل قيام الصناعة
تتنوع عوامل قيام الصناعة كالآتي:-
العوامل الطبيعية :-
- الموقع الجغرافي :

يتم أحيانا بناء المصانع بعيداً عن المناطق السكنية مع مراعاة أن تكون قريبة من مصادر المواد الخام
- الظروف المناخية :

يجب أن تكون الظروف المناخية ملائمة لأنواع الصناعات؛ كصناعة الغزل والنسيج التي تتركز في الدلتا لوجود المناخ الرطب الملائم للزراعة. كما يجب مراعاة اتجاهات الرياح حتى لا تتجه الأدخنة للمناطق السكنية
- خصائص السطح :

عادة ما تتطلب المصانع ارضاً مستوية
- عوامل الخام ومصادر الطاقة :
- المواد الخام

تتنوع المواد الخام اللازمة للصناعة، ومنها :
- مواد خام زراعية مثل الذرة والقمح والقطن والكتان وقصب السكر والبنجر.
- مواد خام حيوانية مثل الجلود والألبان واللحوم.
- مواد خام معدنية مثل الحديد والمنجنيز والفوسفات.
- مواد خام صخرية تستخرج من الصخور المختلفة مثل الرخام.
- مصادر الطاقة : تحتاج الصناعات المختلفة إلى مصادر الطاقة لإدارة المصانع وأهمها الفحم ومشتقات البترول والغاز الطبيعي. كما توجد مصادر جديدة للطاقة مثل الطاقة الكهرومائية، والطاقة النووية السليمة وهي طاقة نظيفة تعمل على حماية البيئة من التلوث.

أمّا -
العوامل البشرية :-
- الأيدي العاملة الخبرة الفنية

يمكن نجاح الصناعة في مدى توافر الأيدي العاملة والمهارات الفنية المدربة واختيار موقع المصنع
- رأس المال :

يعد رأس المال أساسياً في قيام الصناعة وتحسين نوعيتها
- النقل والمواصلات :

تعد وسائل النقل والمواصلات من العوامل المهمة في الصناعة. فتوفير وسائل النقل يتيح فرصة لنقل العمّال والمواد الخام والمنتجات بأسعار رخيصة
- السوق :

تتمثل في السوق المحلية ويقصد بها طلب السكان المحليين لمنتجات الصناعية، اما السوق الخارجية يقصد بها طلبات الدول الأخرى للمنتجات الصناعية بالدولة؛ مثل الدول العربية والدول الأجنبية

## مقومات الإنتاج الصناعيالناتج المحلي الإجماليحسب القطاع، والقوة العاملة حسب المهنة. الألوان الأخضر، الأحمر، والأزرق تمثل النسب المئوية للبلدان في قطاعالزراعة،الصناعة، والخدمات، على التوالي..
- الموقع.
- الطاقة.
- الأيدي العاملة.
- رأس المال.
- الأسواق.
- النقل والمواصلات.
- موارد المياه.
- المواد الخام.
- الرساميل.

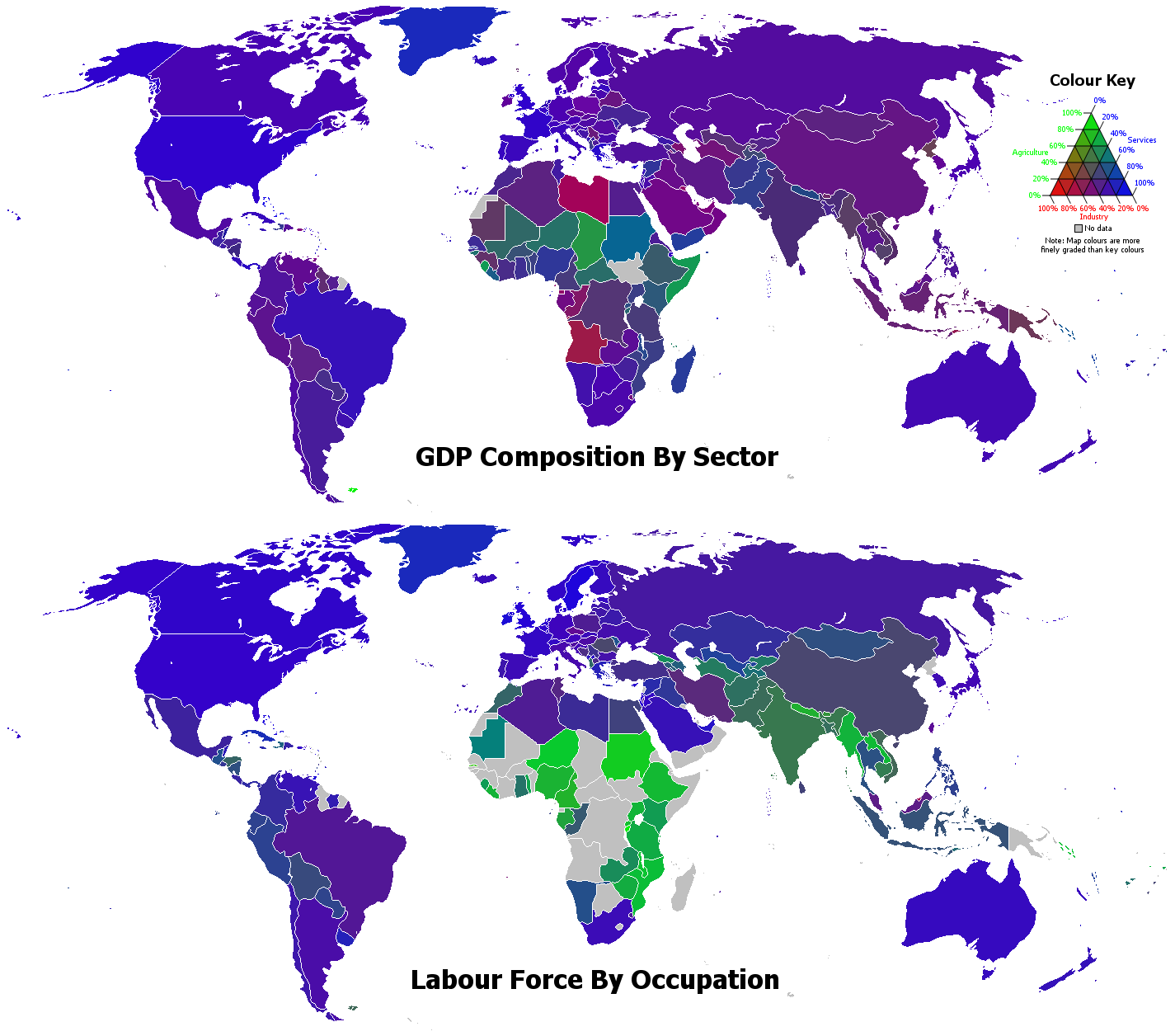
الناتج المحلي الإجمالي حسب القطاع، والقوة العاملة حسب المهنة. الألوان الأخضر، الأحمر، والأزرق تمثل النسب المئوية للبلدان في قطاع الزراعة، الصناعة، والخدمات، على التوالي..

والمواد الخام هي مواد أولية توجد في الطبيعة بشكلها الطبيعي وغالبا ما تكون بدون فائدة أو ذات فائدة قليلة لا تقارن بفائدتها بعد الصناعة.
- وتقسم هذه المواد إلى:
- (أ) مواد خام نباتية: مثل الأخشاب، والقطن، والمطاط، وقصب السكر، والقمح، وغير ذلك.
- (ب) مواد خام حيوانية: مثل الجلود، والأصواف، والألبان، واللحوم.
- (ج) مواد خام معدنية: مثل الحديد، والنحاس، و(البوكسيت) والذهب، وغير ذلك.

ويمكن أن تكون بعض الصناعات مواد خام لصناعات أخرى أكثر تطوراً، وهي ما يطلق عليها بالمواد نصف المصنعة كالزيوت، والخيوط النسيجية، وكتل الحديد الزهر، ومشتقات النفط الناتجة عن التكرير، وغير ذلك.
هذا ولتوافر المواد الخام ورخص أثمانها، وتنوعها، وسهولة استغلالها دور كبير في قيام الصناعة ونجاحها.

## الصناعات الاستخراجية
هي تعنى المواد الخام التي تستخرج من باطن الأرض مثل المعادن
تعتمد الصناعات الاستخراجية على الموارد الطبيعية التي لا يمكن ان تجدد أو تعوض مثل صناعة الفوسفات والإسـمنت وكثير من الثروات متل النفط والفلزات.
في حالة استخراج المعادن والنفط والغاز تسمى “صناعة التعدين”.

## الصناعات التحويلية
تعرف الصناعات التحويلية بأنها " عبارة عن صناعات ينطوي نشاطها على تحويل المواد الأولية إلى منتجات نهائية أو منتجات وسيطة.
كما يمكن تعريفها بأنها: الأنشطة التي تعالج المواد الخام المستخرجة من الطبيعة والمواد الزراعية والنباتية والحيوانية وتحويلها إلى شكل آخر قابل للاستفادة منه.

## أهمية الصناعات التحويلية[6]
1- ان قطاع الصناعة التحويلية يمكن أن يخفض مساهمة قطاع النفط الخام في الناتج المحلي والتشغيل والاستثمار وميزان المدفوعات وميزانية الحكومة، إذا ما تم رفع مساهمته في الناتج المحلي، الأمر الذي سيسمح برفع مستوى عملية التنمية وتحقيق التغير الجذري في البنيان الاقتصادي.
2- ان وجود قطاع صناعات تحويلية ناضج ومتكامل سيعمل على تعزيز الاستقلال الاقتصادي وتقليص معدلات استيراد السلع المصنعة بكافة أنواعها، وسيمهد ذلك لتقليص معدلات التبعية التجارية والتكنولوجية للدول الصناعية المتقدمة.
3- أن وجود قطاع صناعي يتولى إنتاج القسم الأعظم من السلع الاستهلاكية والوسيطة والإنتاجية، سيساعد على بناء الأساس المادي للاقتصاد القومي من خلال تنمية باقي فروع وأنشطة الاقتصاد القومي.
4- أن معدلات نمو إنتاجية العمل في القطاع الصناعي أسرع من القطاعات الأخرى، ويعود ذلك إلى قابليته على استيعاب القسم الأكبر من منجزات التقدم التقني، فضلا عن وجود عمليات التدريب والتطوير المستمر للكوادر البشرية العاملة في ميدان الإنتاج والإدارة في هذا القطاع.
5- أن هذا القطاع قادر على تحقيق الاستخدام الأمثل للقوى العاملة، للقابلية التي يمتع بها في تحقيق الحراك المهني، ونقل المشتغلين من الأنشطة الصناعية التي ينخفض فيها مستوى إنتاجية العمل أو ينخفض الطلب عليها نحو الأنشطة المرتفعة الإنتاجية أو التي تشهد ارتفاعا في الطلب عليها.
6- أن قطاع صناعة تحويلية أكثر قطاعات الاقتصاد القومي ديناميكية. لكونه يمتلك القابلية على تحريك وتحفيز القطاعات الأخرى عن طريق خلق الترابطات الإنتاجية (الأمامية والخلفية).
7- أن قطاع صناعة تحويلية أكثر القطاعات مساهمة في عملية التراكم الرأسمالي، فالإنتاجية المرتفعة لهذا القطاع وقابليته على خلق التشابك الإنتاجي سيؤدي إلى رفع مستوى الفائض الاقتصادي المتحقق في هذا القطاع مقارنة بالقطاعات الأخرى، ولا تقتصر العملية على توفير الأموال اللازمة للاستثمار، وإنما تتعدى ذلك إلى تهيئة وسائل الإنتاج والتجهيزات الصناعية الأخرى التي تستخدم في عملية الاستثمار، الآمر الذي سيخفض من حجم الصعوبات التي تواجه عملية الاستثمار، وتقليص معدلات الاستيراد للسلع الاستثمارية.
8- ينفرد هذا القطاع بميزة القابلية على تحقيق التنويع الإنتاجي، لكثرة المراحل والعمليات الإنتاجية، التي تعني قيما مضافة وأصنافاً جديدة من السلع ذات منفعة أكبر، وتكتسب مسألة التنويع الإنتاجي.
9- أن وجود قطاع صناعي متطور ومؤثر سيسمح بحدوث تغيير كبير في البنيان الاجتماعي والثقافي والتنظيمي من خلال دوره في تغيير نظام القيم والتقاليد الاجتماعية والأسرية المرتبطة بالريف وبالزراعة، من خلال ظهور نظام قيمي جديد مرتبط بالمناطق الحضرية وبالصناعة، فضلا عن دوره في التغيير المستمر في نظام التعليم لمواكبة التطورات العلمية والتقنية المستمرة، بالإضافة إلى دوره في توسيع نطاق تحويل المجتمع المدني، ورفع درجة مشاركة المواطنين في الحياة الاجتماعية والسياسية، ودوره في تغيير الإطار التشريعي والقانوني وبخاصة قوانين الاستثمار وقوانين العمل والتشريعات المالية والضريبية لتكون منسجمة مع التوسع المستمر في دور الصناعة في الحياة الاقتصادية، وأخيرا فأن وجود قطاع صناعي متطور سيساعد على أجراء التغيير المستمر في الأجهزة الإدارية والتنظيمية ورفع مستوى كفاءة أدائها لتواكب التوسع المستمر في المؤسسات الصناعية.

## أهمية الصناعة
1- مصدر هام للدخل العائليƏðß
2- تغطية احتياجات السوق المحلي من المنتجات المحلية
3- و توفير فرص عمل
توفر الصناعة دعامة قوية للاقتصاد أي التخلي عن التوريد من الخارج والاكتفاء الذاتي صناعيا
الصناعة
الصناعة بمعناها الواسع تغيير في شكل المواد الخام لزيادة قيمتها، وجعلها أكثر ملاءمة لحاجات الإِنسان ومتطلباته.
وتبرز أهمية الصناعة ات في كونها ترفع من مستوى معيشة الشعوب بما تدره من مال، وما توفره من رفاهية للإِنسان بمقتنياتها المختلفة، وكذلك هي وسيلة مهمة لامتصاص الأيدي العاملة الزائدة عن حاجة الزراعة والخدمات الأخرى. مع ما تساهم به الصناعة من تطوير للنشاطات الاقتصادية الأخرى، كالزراعة والتجارة، والنقل بما تقدمه من منتجات أساسية، كالأسمدة، والآلات الزراعية، ومواد الطاقة، ووسائل النقل الحديثة.
ثانياً: أقسام الصناعات:
تقسم الصناعات إلى ثلاثة أقسام رئيسة هي:

### الصناعات البدائية
وهي تلك الصناعات اليدوية التي لا تعتمد على آلات أو أي من القوى المحركة الأخرى، بل اعتمادها على الخامات المتوفرة محلياً، وعلى المهارة اليدوية المكتسبة، وقد مارسها الإنسان منذ القدم، ولا يزال يمارسها في أجزاء كثيرة من أفريقيا وأمريكا الجنوبية وآسيا.
ومن هذه الصناعات: صناعة الأواني الفخارية، ودبغ الجلود وحفظ اللحوم بطريقة التجفيف وغيرها.
وبعض هذه الصناعات البدائية اليدوية تمارس في الدول التي تقدمت كوسيلة لزيادة دخل الأسرة، مثل صناعة السجاد في تركيا، وإيران، وصناعة التحف المختلفة، والحفر على المعادن في مصر، والجزائر، وصناعة الألعاب في سويسرا، وإيطاليا، واليابان. ومثل هذه الصناعات اليدوية من الحرف القديمة في المملكة العربية السعودية، وما زال بعضها قائم حتى الآن، كصناعة الأحذية الجلدية، والمشالح الصوفية.

### الصناعات البسيطة
وهي عبارة عن صناعات لا تتحول، أو تتغير كثيراً عن صورة المادة الخام، وأهم ما تتميز به هذه الصناعات أنها تعتمد على المواد الخام المحلية كما أنها لا تحتاج إلى رأس مال كبير أو مهارة متقدمة. وتهدف هذه الصناعات إلى خدمة الصناعة الحديثة، كحفظ الفواكه والخضروات من أجل تصديرها، أو إنقاص وزنها لتهيئتها للنقل، ككبس القطن، وقطع الأخشاب وتقليمها.
ومن أهم الصناعات البسيطة في المملكة صناعة تعليب التمور، كما هي الحال في المدينة النبوية، والقصيم، والأحساء، وصناعة طحن الحبوب.

### الصناعات الحديثة
هي الصناعات التي تعتمد على الإِمكانات الكبيرة من حيث رؤوس الأموال، والأيدي العاملة، ومواد الخام، والخبرة الفنية الدقيقة، وقد ظهرت هذه الصناعات بعد اكتشاف قوة البخار والتوسع في استخدامها في إدارة الآلات وذلك في القرن الثامن عشر الميلادي، إضافة إلى التوسع في استخدام الفحم في صناعة المعادن خاصة الحديد وما أدى إليه ذلك من تطور في وسائل النقل المختلفة. وعلى الرغم من أن غرب أوروبا والولايات المتحدة احتكرتا الصناعات الحديثة إلا أن ذلك لم يدم طويلاً حيث انتشرت بعد ذلك في روسيا واليابان والصين ثم شرق أوروبا وبعض دول العالم الإِسلامي بدرجات مختلفة.